# シャワー (曲)
シャワーは、The Water Of Life（以下WOL）こと清水和彦がプロデュースした楽曲。しかし、WOLの死去により彼による本格的なレコーディングはなされていない。 清水が、生まれた娘に対する言葉を歌っている。
WOL関連の人物はこの歌を彼から歌い伝えで知らされており、ライブ等で複数のカバーバージョンが披露された。そのうち2つはレコーディングされている。

## レコーディング版

### 由佳
2004年、清水死去後に由佳が最初にレコーディングをして歌いNACK5のMUSIC CHALLENGER【CHALLENGER'S BATTLE】2004年10月度月間グランプリを獲得。由佳バージョンは暫く音源が聴けない状態が続いていたが、2005年9月1日よりmusic.jpにて着うたフルとして配信されている。同時に1652-43のNoで第一興商DAMにカラオケ配信がスタートしている。なお、清水自身は以前から由佳の歌唱力を高く評価しており、清水がこの楽曲の歌唱依頼をしたのは事故の2日前である。

### HAPPY DRUG STORE
2005年、清水死去後に相棒の小林宏至によって歌われたバージョンが、HAPPY DRUG STOREのミニアルバム『太陽のシズク』に収録された。
現在HAPPY DRUG STOREとしての活動は休止しているが、ソロのコバヤシヒロシとして、また新ユニットのイツカノオトとして清水の楽曲を今後も歌い続けることを表明しているために今後もライブで披露されるものと思われる。なお、こちらのバージョンも他のHDS音源と同様にカラオケ化されており、DAMで歌唱することが可能。なお、こちらのバージョンは最も音のとりやすいハ長調で録音されている。

### The Water Of Life
2006年10月7日には遺族の手によって、遺された音源を元にこの楽曲タイトルと同じ「シャワー」という自主制作ミニアルバムを発売。これはWOL自身にとっても1998年以来となるアルバム作品であり、死後に発表されたまとまったスタジオ作品としては最初の作品となる。
この作品によって2003年7月に録音されていた彼自身の歌唱するデモバージョンがついに公開された。
これまでラジオなどでは生唄として披露される機会もあったといわれているが、きちんとしたレコーディング版のWOL歌唱のシャワーは存在しないとされてきた。2006年になり、ようやくその存在が公にされた。生前に彼の歌唱する音源が存在しなかったために勘違いされることもあるが、正確にはセルフカバーではなく、死後になってようやく本来のオリジナルバージョンが世に出たということになる。こちらは2つのものとアレンジもキーも大きく違い、ニ長調で完全な弾き語りで録音され、サビにはコーラスがついている。偶然であろうが、ニ長調の楽曲というものは祝典的な曲に多く用いられ、 崇高な精神を表現したいときに好まれるという楽曲が多く、本来の意図を最もよく表したキーであるといえる。現在はアルバム本体の原盤の損壊により、二度と同じものが作られることがなくなってしまったために、彼の歌うバージョンはアルバム「シャワー」が最初で最後のソフトウェア化となった。